# Harrison Birtwistle
Harrison Paul Birtwistle (Accrington, 15 de julho de 1934 – 18 de abril de 2022) foi um compositor contemporâneo britânico.

## Vida
Birtwistle nasceu em Accrington, Lancashire em 1934. Entrou para o Royal Manchester College of Music, em Manchester, em 1952, com uma bolsa para estudar clarinete. Lá, entrou em contato com um grupo talentoso de contemporâneos, incluindo Peter Maxwell Davies, Alexander Goehr, John Ogdon e Elgar Howarth.
Birtwistle deixou o colégio em 1955, ingressando no Royal Academy of Music, iniciando carreira como professor. Em 1965, continuou seus estudos nos Estados Unidos, e decidiu dedicar-se à composição.
Em 1975, tornou-se diretor musical da recém-criada Royal National Theater, em Londres, lugar que ocupou até 1983. De 1994 a 2001, foi professor de composição no King's College, também em Londres.
Birtwistle morreu em 18 de abril de 2022, aos 87 anos de idade.

## Obras
- Refrains and Choruses (1957), wind quintet
- Punch and Judy (opera) (1967), ópera
- Down by the Greenwood Side (opera) (1969), ópera
- Nenia: The Death of Orpheus (1970)
- The Triumph of Time (1971), orquestra
- The Offence (1972), trilha sonora
- Grimethorpe Aria (1973), brass band
- Silbury Air (1976–77), oquestra de câmara
- The Mask of Orpheus (1984), ópera e gravação, vencedor do Grawemeyer Award de 1987 (composição Musical).
- Earth Dances (1986), orquestra
- Harrison's Clocks (1998), piano
- Gawain (opera) (1990), ópera
- Antiphonies (1992), piano e orquestra
- The Second Mrs Kong (1994), ópera
- Panic (1995), alto saxofone, jazz bateria e orquestra
- The Last Supper (ópera) (2000), ópera
- The Minotaur (ópera) (2008), ópera